# Pseudohowella intermedia
Pseudohowella intermedia is een straalvinnige vissensoort uit de familie van zaagbaarzen (Howellidae). De wetenschappelijke naam van de soort werd voor het eerst geldig gepubliceerd in 1976 door Fedoryako.